# Novavax
Novavax, Inc. là một công ty phát triển vắc-xin của Mỹ có trụ sở tại Gaithersburg, Maryland, với các cơ sở bổ sung tại Rockville, Maryland và Uppsala, Thụy Điển. Kể từ năm 2020, nó đã có một thử nghiệm lâm sàng giai đoạn III đang diễn ra ở người lớn tuổi đối với vắc-xin ứng cử viên cho bệnh cúm theo mùa, NanoFlu và vắc-xin ứng cử để phòng ngừa COVID-19.
Công ty định vị NanoFlu cho nhu cầu chưa được đáp ứng về vắc-xin chống cúm hiệu quả hơn, đặc biệt ở người cao tuổi thường gặp các biến chứng nghiêm trọng và đôi khi đe dọa đến tính mạng. Vào tháng 1 năm 2020, nó đã được Food and Drug Administration (FDA) cấp theo dõi tình trạng nhanh của Mỹ cho NanoFlu. Novavax đã nhận được khoản tiền đáng kể là 1,6 tỷ đô la vào tháng 7 năm 2020 để đẩy nhanh quá trình tạo ra vắc-xin phòng ngừa vi-rút corona, với mục tiêu hoàn thành vào đầu năm 2021.